# Cavalls en la mitologia nòrdica

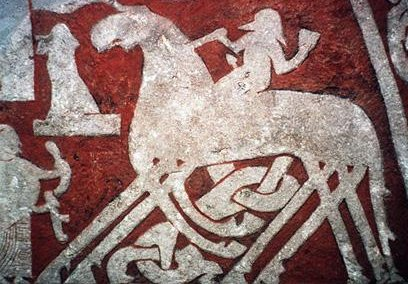
Representació d'un cavaller a la pedra de Tjängvide, interpretat com Odin sobre Sleipnir

Els cavalls en la mitologia nòrdica són l'animal més important, tant en les eddas i les sagues com en les representacions i els cultes. Gairebé sempre tenen nom i estan associats als déus Æsir i Vanir, els herois o els seus enemics en la mitologia nòrdica. Són més que un simple mitjà de transport, car es troben al centre de nombrosos ritus de fecunditat i fertilitat en relació amb el déu Freyr. Estretament associats a la cosmogonia dels antics germanoescandinaus i un profund simbolisme d'inspiració xamànica, s'encarreguen de portar els morts a Valhalla com a psicopomps, de tirar el carro del Sol i la Lluna i d'il·luminar el món amb la crinera. Estan relacionats amb nombrosos elements vitals, com ara la llum, l'aire, l'aigua i el foc. Els mascles tenen un paper força preponderant sobre les egües.
Aquesta importància en els textos fundadors i les sagues reflecteix el gran valor del cavall en els pobles nòrdics, com ho atesten igualment els rituals relacionats amb el seu sacrifici, el consum de la seva carn o l'ús de parts del seu cos, que suposadament ofereixen protecció i fertilitat. Els seus ossaments són instruments de màgia negra en les sagues. La demonització i la lluita contra les tradicions i els rituals eqüestres, com ara la hipofàgia, fou un element fonamental de la cristianització de les regions de religió nòrdica (Germània, Escandinàvia i Islàndia).